# Deep canvas
Deep canvas ("llenç profund" en català) és una tècnica de colorejat i renderització basada en un programa d'ordinador. L'eina es va crear pel film Tarzan (1999) de la productora Walt Disney Pictures i amb ella es pretenia millorar la sensació de profunditat en els decorats de les pel·lícules d'animació. El terme fou creat per l'artista i enginyer Eric Daniels que n'és el seu creador. El software va guanyar un Oscar (Technical Achievement Award) el 2003.

El Deep Canvas significava un gran avanç en el món de l'animació. Permetia aconseguir un major nivell de realisme, augmentava la llibertat de "la càmera" que ara es podia moure per dins el decorat i a més agilitzava el procés tradicional d'animació de copiar els fotogrames afegint lleugeres variacions. Ara es podia duplicar automàticament la feina feta i afegir-hi només les modificacions enlloc de dibuixar-ho i pintar-ho tot des de zero. Així ho expressaven el co-director de la pel·lícula Kevin Lima, Dan St. Pierre (llavors president de Disney Feature Animation) i Doug Ball (cap de decorats a la producció de Tarzan):
"Això [el Deep Canvas] ens permet finalment, fer el que les pel·lícules de no animació poden fer amb una Steadicam. Per primera vegada podem moure la nostra càmera per on vulguem del fons, enlloc de només per capes planes de fondos bidimensionals." - Kevin Lima
"Una de les coses més singulars del Deep Canvas és que permet a aquests pintors de fons tradicionals meravellosament entrenats, crear ambients sencers enlloc de només peces d'art quadrades i planes. El software que hem creat els permet pintar amb un llàpis i una tauleta de digitalització en un model tridimensional." - Don St. Pierre
"La idea de ser realment capaç de pintar un fons que es pot animar i veure des de tots els costats en una forma tridimensional és un somni. La gent que té pràcticament cap experiència amb ordinador s'han submergit al programa i en qüestió de setmanes estan pintant tan prolíficament com ho feien amb les eines tradicionals de pintura." - Doug Ball
El primer pas d'aquesta tècnica és la creació dels escenaris com a imatges generades per ordinador. Es creen models simplificats i tridimensionals. Sobre aquests els artistes poden pintar com si es tractés d'un llenç però en lloc de fer-ho sobre una tela i amb un pinzell ho fan sobre una tauleta i amb un punter. El programa, que ofereix diferents tipus de pinzell i de gruix, enregistra informació (localització, color, pressió) sobre cada pinzellada fet que permet reproduir amb facilitat allò ja pintat. Abans de crear aquestes imatges cal que el director sàpiga quins seran els moviments de càmera de la seqüència. Finalment s'hi afegeixen els personatges bidimensionals dibuixats i animats de la forma tradicional (fotograma a fotograma)
El Deep canvas es va utilitzar posteriorment en pel·lícules com Atlantis: The Lost Empire (2001) o Treasure Planet (2002).

## Història

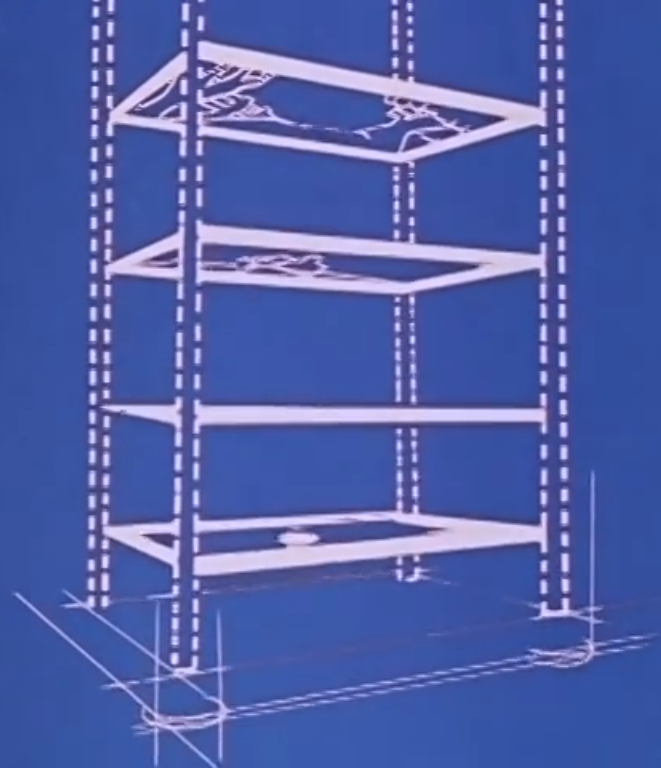
Plànol dels suports per a les làmines d'una càmera multiplà

Va ser Dan St. Pierre, supervisor de disseny, qui va plantar la primera llavor pel naixement de Deep canvas a mitjan anys 90. Havent observat les limitacions que el 2D imposava a l'animació, va presentar la qüestió al llavors director de la Disney Feature Animation, Peter Schneider. La idea va anar agafant forma, els estudis van adquirir nous ordinadors i Eric Daniels, supervisor de gràfics, va reunir el seu equip d'experts en software de producció digital i van fer realitat el somni de St. Pierre que va passar a ser director d'art en la producció de Tarzan. El nou programari uneix encara l'animació tradicional amb el món dels ordinadors. Tecnologia tradicional i nova. El colorejat a ordinador ja s'havia fet possible amb el CAPS (Computer Animation Production System) (Sistema de Producció d'Animació a Ordinador) que possibilitava pintar sobre dibuixos escanejats.
El Deep canvas representa un dels primers passos cap a la digitalització de l'animació però ni és el primer ni ha resultat ser l'últim. La productora Walt Disney ja havia mostrat interès en millorar els fons de les seves pel·lícules i a la dècada dels 30 va inventar la Multiplane camera (càmera multipla) que va aportar cert moviment als decorats creats en diferents capes que es podien desplaçar per deixar pas a la càmera. El principal inconvenient d'aquesta càmera era el cost que tenia, sovint impossible d'assumir per algunes productores. Tot i això era la millor tecnologia del moment i es va seguir utilitzant fins a la introducció de la computació en l'animació.
Un any més tard de la presentació del Deep canvas (amb la pel·lícula tarzan) l'animació americana es va llençar de cap al món digital.